# 유레카 (드라마)
유레카(EUReKA)는 미국 Syfy 채널에서 2006년부터 2012년까지 방영된 SF 드라마이다.